# Soeva
Soeva – wieś w Estonii, prowincji Parnawa, w gminie Audru.